# Svavelsyrlighet
Svavelsyrlighet är en kemisk förening med summaformeln H2SO3. Det finns inget bevis för att ämnet existerar i vattenlösning, men molekylen har påvisats i gasform. 

## Egenskaper
Vid vanligt tryck och temperatur är svavelsyrlighet en färglös gas, som har den bekanta stickande lukten som bränt svavel utvecklar. Den har en obehaglig och mycket kvardröjande smak och inverkar kraftigt på andningsorganen. Ämnet kan orsaka andnöd vid inandning, och astmatiker bör undvika kontakt med det.
Genom avkylning till något under fryspunkten eller genom användning av ett tryck på 200 – 400 kPa vid vanlig temperatur kan svavelsyrligheten kondenseras till en lättflytande, färglös vätska, som vid vanligt tryck kokar vid – 10 °C, och som vid avdunstning i vakuum stelnar till en vit kristallinsk massa, som smälter vid – 75, 2 °C.
Svavelsyrlighet utmärker sig i kemiskt avseende genom att den har förmåga att ta upp syre från andra ämnen, varigenom den verkar som ett kraftigt reduktionsmedel.

## Framställning
Teknisk framställning av svavelsyrlighet kan ske genom förbränning av svavel med sulfider såsom svavelkis, kopparkis och zinkblände. 
Salter av svavelsyrlighet kallas för sulfiter.

## Användning
Svavelsyrlighet används bland annat som ett mildare blekmedel än klor, genom att den kan ta bort syre från färgämnena och omvandla dem till färglösa föreningar.
Förutom användning som blekmedel kan svavelsyrlighet även komma till användning som desinfektionsmedel.

## Svavelsyra och svavelsyrlighet
Skillnaden mellan svavelsyrlighet och svavelsyra, H2SO4, är att svavelatomen har ett lägre oxidationstal (+4) i svavelsyrlighet än i svavelsyra (+6). Svavelsyrlighet är en svagare syra än svavelsyra. 